# Fonte Luminosa

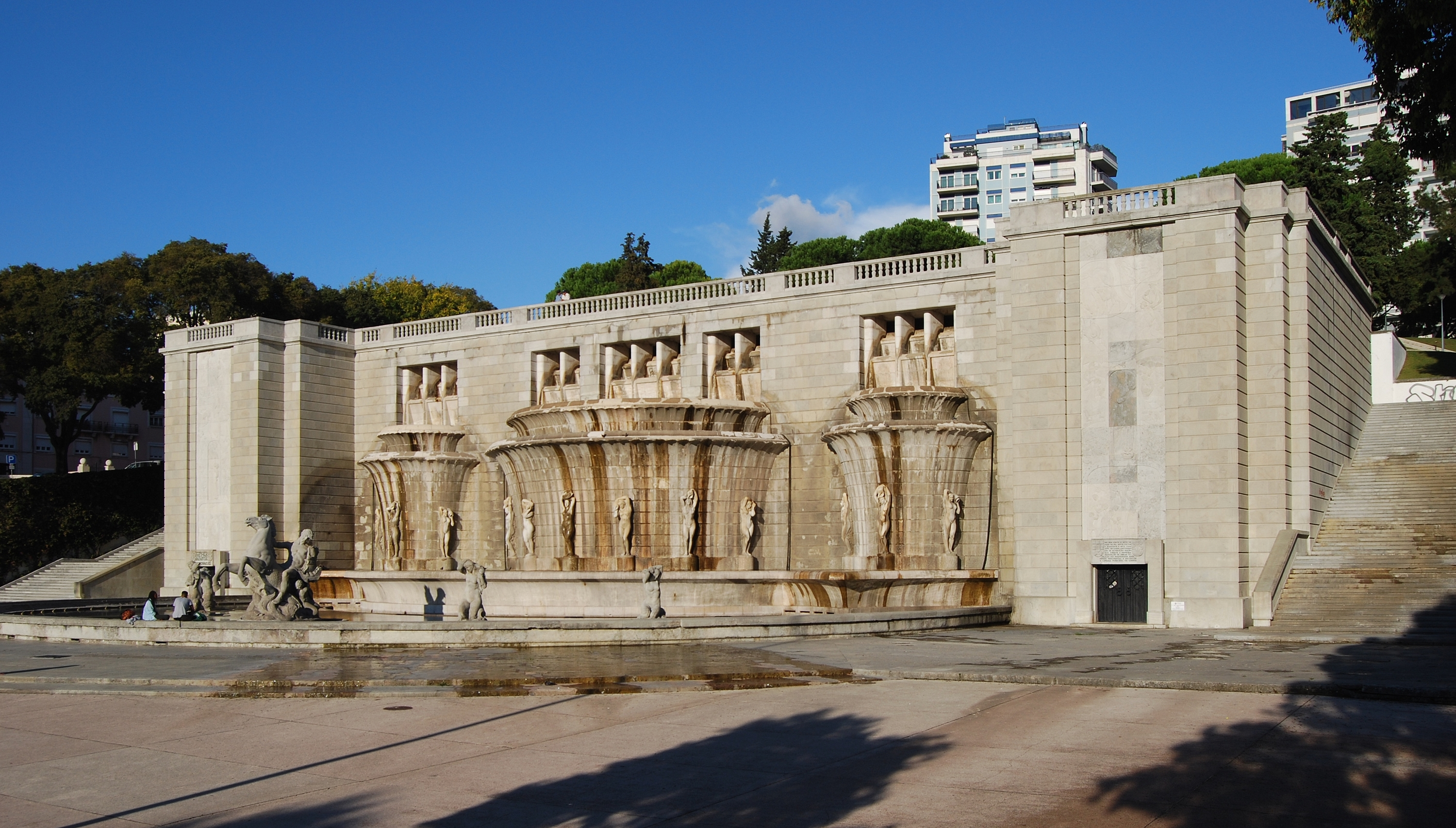
Fonte Luminosa (2014)

Die Fonte Luminosa ist ein Monumentalbrunnen in der portugiesischen Hauptstadt Lissabon.

## Geschichte
Die Brunnenanlage wurde zwischen 1939 und 1943 im Stadtviertel Alto do Pina errichtet und bildet den östlichen Abschluss der Alameda Dom Afonso Henriques. Ihr Bau sollte an die Fertigstellung des Tejo-Kanals erinnern.
Ausgeführt wurde der Bau von den beiden Architekten Carlos und Guilherme Rebelo de Andrade. Die zentralen Brunnenfiguren wurden von Diogo de Macedo geschaffen, die Frauenstatuen am Beckenrand von Maximiniano Alves.